# Thure Gustaf Rudbeck (1806–1876)
Thure Gustaf Rudbeck,  född 23 augusti 1806 i Stockholm, död 1 juni 1876 i Vimmerby, var en svensk friherre, skriftställare och översättare.

## Biografi
Thure Gustaf Rudbeck var sonsons son till Olof Rudbeck den yngre samt son till överstelöjtnant Adolph Fredrik Rudbeck och Ulrika Charlotta Söderhielm. 
Rudbeck ingick, efter slutade studier i Uppsala, i Kanslistyrelsens expedition 1826, blev kammarjunkare 1828 och 1838 kopist i Hovkanslersexpeditionen. År 1842 befordrad till registrator i Konungens kabinett för den utrikes brevväxlingen, utnämndes han 1855 till postmästare i Vimmerby och förordnades samma år till tullkammarföreståndare och tullverkets ombud där, vilka befattningar han innehade till sin död. 
Rudbeck var gift med Gustafva Ulrika Forssell, dotter till professor Christian Didrik Forssell.

## Verk i urval
- La Valette eller Maltas belägring 1565, drama 1830
- Fruntimmershattarna, komedi 1832
- Strödda anteckningar under en resa i Sverige 1831 1833
- Skander-Beg, historiskt skådespel 1837
- Förrädarna, historisk novell 1837
- Den siste Hohenstaufen och hans vän. Stockholm: Bonnier. 1840. Libris 19466820. http://hdl.handle.net/2077/43408
- Den siste Hohenstaufen och hans vän, historisk roman, 2 delar 1840
- Resebilder, samlade i Tyskland 1839, 1841
- Det nya München 1841
- Från Frankrike, Belgien och Holland, 2 delar 1843
- Varningen, Kapellmästaren och Öfverraskningen (tre noveller, införda i "Salongen", tidskrift för år 1843), Stockholms forntid, 3 delar 1845, översatt till tyska
- Novisen, berättelse från sextonde århundradet 1850
- Några ord om Södertelje och dess vattenkurinrättning 1854
- Försök till beskrifning öfver Sveriges städer - 3 delar 1855–60
- Forssell, den siste kopparstickaren, eller en svensk konstnär i utlandet : biografiskt utkast. Stockholm. 1861. Libris 2lkv3f3q0kjwzt33. https://gupea.ub.gu.se/2077/81875

Dessutom originalartiklar för åtskilliga tidskrifter och kalendrar, som Skandia, Europa med flera, en myckenhet översättningar av större och mindre omfång och så vidare.

## Översättningar (urval)
- Elise von Hohenhausen: Carolina Mathilda, Drottning af Danmark (Karoline Mathilde, Königin von Dänemark) (Stockholm, 1830)
- Eugène Sue: Crao (Stockholm, 1836)
- Honoré de Balzac: Värdshuset vid Andernach: novell (L'Auberge rouge) (Hierta, 1839)
- Ortaire Fournier: De historiska djuren (Les Animaux historiques) (Stockholm, 1853)